# لانا (مصارعة)
 كاثرين جوي بيري  (بالإنجليزية: Lana)‏ مصارعة ومديرة أعمال أمريكية ومصارعة محترفة وممثلة وراقصة ومغنية وعارضة أزياء، موقعة عقد مع الدبليو دبليو أي تحت أسم  لانا  منذ عام 2013، وهي الآن مديرة أعمال بطل الولايات المتحدة الأمريكية Rusev، وقد كان والداها من أصل فانزويلي وبرتغالي، وقد عاشت معظم طفولتها في روسيا، وقد كانت تريد أن تصبح راقصة كما كانت والدتها، وقد بدأت الرقص منذ ان كان عمرها 14، وعندما أصبحت في سن 17 عادت إلى الولايات المتحدة وسكنت في نيويورك، وكانت ترقص في العديد من الاماكن، وبعدها في عام 2005 أصبحت عارضة أزياء أمريكية، وفي 2009 أنضمت إلى فرقة الفتاة للغناء، وقد بدأت التمثيل منذ عام 2008 حتى الآن، وقد ضهرت أول مرة في الدبليو دبليو أي في عرض NXT سنة 2013، وفي 3 نوفمبر 2014 تمكن روسيف من الفوز ببطولة الولايات المتحدة الأمريكية، وقد ساعدت روسيف في العديد من المباريات التي فازها وأهمها كانت ضد جون سينا في عرض فاستلاين عندما قامت بأشغال حكم المباراة، وقد كانت تلقب ب (عشيقة الدمار) لانها تحب رؤية الدمار، وهي تلقب الآن ب الروسية الخلابة لشدة جمالها وأناقتها. وقد تركت روسيف في 17 مايو 2015. بسبب اتهام روسيف ان هي السبب في خسارتة امام جون سينا ولقد أننضمت إلى البطل المصارع دولف زجلر. تزوجت من روسيف في عام 2016 بعدما كانت مديرة أعماله.

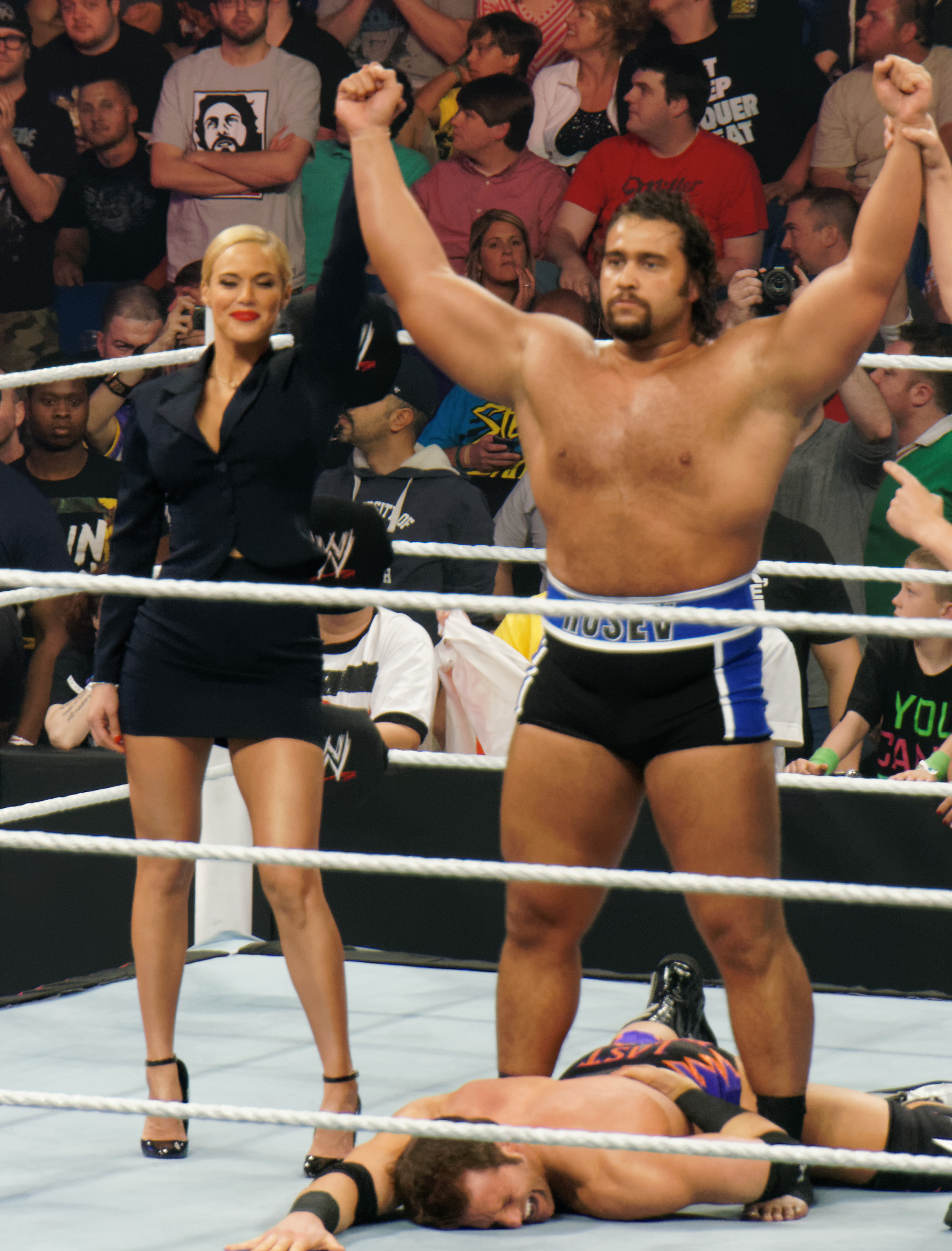
لانا مع روسيف في أبريل 2014.

## روابط خارجية
- لانا على موقع IMDb (الإنجليزية)
- لانا على موقع قاعدة بيانات الفيلم (الإنجليزية)
- لانا على موقع دبليو دبليو إي (الإنجليزية)
- لانا على موقع WrestlingData.com (الإنجليزية)
- لانا على موقع CageMatch worker (الإنجليزية)
- لانا على موقع قاعدة بيانات المصارعة على الإنترنت (الإنجليزية)
- لانا على موقع عالم المصارعة على الإنترنت (الإنجليزية)
- لانا على موقع عالم المصارعة على الإنترنت (الإنجليزية)